# Игре добре воље
Игре добре воље (енгл. Goodwill Games) биле су међународно спортско такмичење, које је организовао амерички предузетник Тед Тарнер у светлу Хладног рата и олимпијског бојкота 1980. и 1984.

## Историја
Игре добре воље први пут су одржане у Москви у тадашњем Совјетском Савезу 1986. године. Игре су личиле на мале Олимпијске игре са 3500 спортиста из 79 земљи које су учествовале у 182 спортске дисциплине. Тед Тарнер је, као организатор, уложио 50 милиона долара и преносио такмичења преко своје две телевизијске станице: CNN и WTBS, приказујући 129 сати спорта током јула те године. Највећа привлачност Игара било је заједничко учешће америчких и совјетских спортиста први пут након 1976. године. САД је бојкотовао Олимпијске игре 1980. у Москви, а Совјетски Савез је бојкотовао Олимпијске игре 1984. у Лос Анђелесу. Да би привукао врхунске атлетичаре, Тед Тарнер је морао да плати астрономске износе, држане у тајности. Тако је Карл Луис добио луксузну лимузину за обилазак Москве у шеснаест дана дугом такмичењу. На Играма добре воље, женска кошаркашка репрезентација Совјетског Савеза изгубила је први пут након 27 године у службеним такмичењима. Победиле су их Американке. С' временом су Игре добре воље имале све мању важност, јер су амерички и совјетски спортисти престали да бојкотују Олимпијске игре. С' временом су се угасиле. Последње су одржане у Бризбејну 2001. године. На Играма добре воље наступали су и српски спортисти у саставу бивше Југославије.

## Летње Игре добре воље
| Издање | Година | Град домаћин        | Држава     | Белешке                                               |
| ------ | ------ | ------------------- | ---------- | ----------------------------------------------------- |
| I      | 1986.  | Москва              | СССР       | 3.000 спортиста из 79 државе                          |
| II     | 1990.  | Сијетл, Вашингтон   | САД        | 2.300 спортиста из 54 држава                          |
| III    | 1994.  | Санкт Петербург     | Русија     | 2.000 спортиста из 59 државе                          |
| IV     | 1998.  | Њујорк              | САД        | 1.300 из 60 државе                                    |
| V      | 2001.  | Бризбејн, Квинсленд | Аустралија | Последње игре у којима је учествовало 1.300 спортиста |
| VI     | 2005.  | Финикс, Аризона     | САД        | Игре отказане                                         |

## Зимске Игре добре воље
| Издање | Година | Град домаћин        | Држава | Белешке                       |
| ------ | ------ | ------------------- | ------ | ----------------------------- |
| I      | 2000.  | Лејк Плесид, Њујорк | САД    | Једине зимске Игре добре воље |
| II     | 2005.  | Калгари, Алберта    | Канада | Игре отказане                 |

## Државе учеснице
Африка и Блиски исток
- Алжир
- Бенин
- Буркина Фасо
- Обала Слоноваче
- Етиопија
- Кенија
- Мароко
- Намибија
- Нигерија
- Сенегал
- Сејшели
- Танзанија
- Тунис
- Северни Јемен – касније као  Јемен
- Зимбабве

Азија и Океанија
- Аустралија
- Бангладеш
- Камбоџа
- Кина
- Јапан
- Северна Кореја
- Јужна Кореја
- Лаос
- Нови Зеланд
- Филипини
- Америчка Самоа
- Република Кина
- Вијетнам

Европа
- Уједињено Краљевство
- Финска
- Француска
- Грчка
- Ирска
- Италија
- Португал
- Шпанија
- Шведска

Источни блок
- Бугарска
- Чехословачка – касније као  Чешка
- Источна Немачка – касније као уједињена  Немачка
- Естонија
- Мађарска
- Казахстан
- Летонија
- Литванија
- Пољска
- Румунија
- СССР – касније као  Русија
- Украјина
- Узбекистан

Северна Америка
- Канада
- Мексико
- САД

Кариби и Централна Америка
- Бахами
- Костарика
- Куба
- Јамајка
- Порторико
- Тринидад и Тобаго

Јужна Америка
- Аргентина
- Бразил
- Колумбија
- Еквадор
- Перу
- Уругвај